# Le Frestoy-Vaux
Le Frestoy-Vaux is een gemeente in het Franse departement Oise (regio Hauts-de-France) en telt 205 inwoners (1999). De plaats maakt deel uit van het arrondissement Clermont.

## Geografie
De oppervlakte van Le Frestoy-Vaux bedraagt 8,7 km², de bevolkingsdichtheid is 23,6 inwoners per km².
De onderstaande kaart toont de ligging van Le Frestoy-Vaux met de belangrijkste infrastructuur en aangrenzende gemeenten.

## Demografie
Onderstaande figuur toont het verloop van het inwonertal (bron: INSEE-tellingen).